# Câmara Municipal de Paredes
A Câmara Municipal de Paredes é o órgão executivo colegial representativo do município de Paredes, tendo por missão definir e executar políticas que promovam o desenvolvimento do concelho.

## Descrição
A Câmara Municipal de Paredes é composta por 9 vereadores, representando diferentes forças políticas. Assume o cargo de Presidente da Câmara Municipal o primeiro candidato da lista mais votada em eleição autárquica ou, no caso de vacatura do cargo, o que se lhe seguir na respetiva lista.

## História
O município de Paredes tem as suas origens no antigo Julgado de Aguiar de Sousa, fundado durante os primeiros anos após a fundação do reino de Portugal, e que constituía uma unidade administrativa com poder político e judicial independente, dominando uma vasta região do país, sendo subdividido em 48 freguesias. Em 1515 D. Manuel concedeu a carta de foral a Aguiar de Sousa, documento que organizou a administração financeira do julgado, e determinava os tributos a pagar ao rei e aos senhores locais, constituindo um importante testemunho da história do concelho. Nos finais do século XVI, a cabeça de julgado foi transferida de Aguiar de Sousa para a povoação de Paredes, que então estava situada na freguesia de Castelões de Cepeda, nas imediações da estrada entre o Porto e Vila Real, e que tinha uma cadeia e uma casa de audiências.
Na primeira metade do século XIX o território conheceu uma profunda reorganização administrativa, com a elevação de Baltar, Louredo e Sobrosa a sedes de concelho, durante as reformas de Mouzinho da Silveira, na década de 1830. Porém, logo em 1837 são extintas durante um novo processo de reforma administrativa, encetado por Manuel da Silva Passos, tendo então sido formado o concelho de Paredes. Inicialmente o município contava com 23 freguesias, tendo ganho mais uma em 1855, com a criação da freguesia de Recarei. Entretanto, um alvará de D. Maria II de 7 de Fevereiro de 1844 concedeu a Paredes o estatuto de vila. Uma das figuras mais marcantes na história do concelho foi José Guilherme Pacheco, que liderou a Câmara Municipal entre 1864 e 1871 e em 1878, e que se destacou pelos seus esforços no desenvolvimento do concelho, principalmente nos transportes, comunicações e na educação, seguindo assim as orientações políticas de Fontes Pereira de Melo. O município entra então numa fase de profundo desenvolvimento, centrada principalmente nas indústrias de mobiliário, culminando com a sua promoção à categoria de cidade em 20 de Junho de 1991. Este crescimento não se cingiu à sede do concelho, tendo as freguesias de Baltar, Cete, Recarei, Sobreira e Vilela sido elevadas a vila em 2003, enquanto que as freguesias de Gandra, Lordelo e Rebordosa também se tornaram cidades. Em 2011 a povoação de Sobrosa ganhou o estatuto de vila. Em 2013 o concelho passou por uma nova reorganização administrativa, com a extinção das freguesias de Besteiros, Bitarães, Castelões de Cepeda, Gondalães, Madalena, Mouriz e Vila Cova de Carros, que foram integradas na de Paredes, passando a contar com dezoito freguesias.
Em 2016, a autarquia rescindiu unilateralmente o contrato que iniciou em 2008 com o Ministério da Educação, que tinha como finalidade a descentralização de competências. O então presidente da Câmara Municipal, Celso Ferreira, baseou esta decisão no incumprimento por parte do governo, tendo alegado que «as escolas estão degradadas e não são intervencionadas. A administração central não assume a sua responsabilidade. [...] Há ameaças reais de protestos para impedir o arranque do ano letivo nalgumas dessas escolas e se isso acontecer eu estarei ao lado da comunidade». Esta medida causou uma viva polémica na Assembleia Municipal, tendo sido apoiada pelo CDS e criticada pelo Partido Socialista e da Coligação Democrática Unitária, tendo o deputado Cristiano Ribeiro, da CDU, classificado a decisão do presidente como «uma luta sem destino e sem princípios», que iria gerar «consequências graves para a população escolar de Paredes». Em 2020, Celso Ferreira e o antigo vereador Pedro Mendes foram acusados pelo Ministério Público pelo crime de prevaricação, tendo alegado que, durante os seus mandatos, tinham dividido em várias empreitadas um programa para a construção de quinze centros escolares no concelho, de forma a evitar que fosse feito um concurso público. Segundo o Ministério Público, os arguidos, «no contexto dos procedimentos de contratação pública para a elaboração de projetos de arquitetura e para a aquisição de serviços de fiscalização de empreitadas, tudo relativo às obras de renovação do parque escolar de Paredes, preordenaram os procedimentos de contratação pública com vista à contratação das entidades que de antemão tinham já escolhido movidos pelo desígnio de lhes concederem vantagens». Porém, em Julho de 2022 Celso Ferreira foi absolvido das acusações de que era alvo, tendo os juízes considerado que as provas apresentadas durante o julgamento foram inconsistentes e insuficientes. Na sequência desta decisão, Celso Ferreira comentou que «Não podia haver outra decisão que não esta», tendo alegado que o processo teve origem em «dezenas de queixas anónimas», que foram apresentadas com o «objetivo de um benefício político eleitoral».
Em Outubro de 2022, a Câmara Municipal de Paredes foi condecorada com a medalha de Ouro da Associação dos Escoteiros de Portugal, numa cerimónia que contou com a presença do vereador da Juventude, Paulo Silva, e o presidente da Junta de Freguesia de Paredes, Artur Silva. Também em 2022, a Câmara Municipal foi galardoada com o prémio Município Amigo do Desporto, tendo sido o terceiro ano consecutivo em que recebeu esta distinção. Segundo a autarquia, o prémio tem como finalidade reconhecer «as boas práticas na gestão e desenvolvimento na área do Desporto e resulta de uma avaliação independente da ação dos municípios no Desporto», sendo promovido pela Plataforma Cidade Social, com a colaboração da Secretaria de Estado da Juventude e do Desporto, e faz parte do Plano Nacional de Promoção da Atividade Física.

## Vereação 2021–2025
A atual vereação Paredense tomou posse em 15 de outubro de 2021, com base nos resultados das eleições autárquicas de 26 de setembro desse ano. Segue-se a lista de cidadãos eleitos para a Câmara Municipal de Paredes e os respetivos pelouros.
| Presidente da Câmara Municipal  | Presidente da Câmara Municipal | Presidente da Câmara Municipal | Presidente da Câmara Municipal | Presidente da Câmara Municipal       | Presidente da Câmara Municipal   |
| Nome                            | Retrato                        | Pelouro(s) | Partido                        | Partido                              | Período                          |
| ------------------------------- | ------------------------------ | --- | ------------------------------ | ------------------------------------ | -------------------------------- |
| José Alexandre da Silva Almeida |                                | - Obras Municipais - Comunicação - Polícia Municipal                                                                              |                                | PS                                   | 15 de outubro de 2021 – presente |
| Vereadores                      |                                | |                                |                                      |                                  |
| Francisco Leal                  |                                | - Vice-Presidente da Câmara Municipal - Ambiente - Mercados e Feiras - Oficinas e Equipamentos - Proteção Civil - Proteção Animal |                                | PS                                   | 15 de outubro de 2021 – presente |
| Beatriz Meireles                |                                | - Ação Social - Cultura - Turismo                                                                                                 |                                | PS                                   | 15 de outubro de 2021 – presente |
| Paulo Silva                     |                                | - Educação - Juventude - Saúde - Formação Profissional                                                                            |                                | PS                                   | 15 de outubro de 2021 – presente |
| Elias Barros                    |                                | - Planeamento e Urbanismo - Atividades Económicas                                                                                 |                                | PS                                   | 15 de outubro de 2021 – presente |
| Tânia Ribeiro                   |                                | - Administração Direta (obras) - Infraestruturas Rodoviárias - Mobilidade                                                         |                                | PS                                   | 15 de outubro de 2021 – presente |
| Renato Almeida                  |                                | - Assuntos Jurídicos, Administrativos e Financeiros - Modernização Administrativa - Desporto                                      |                                | PS                                   | 15 de outubro de 2021 – presente |
| Ricardo Sousa                   |                                | — |                                | Primeiro as Pessoas (PPD/PDS.CDS-PP) | 15 de outubro de 2021 – presente |
| Manuel Vieira                   |                                | — |                                | Primeiro as Pessoas (PPD/PDS.CDS-PP) | 15 de outubro de 2021 – presente |